# نخستین نبرد سنت آلبنز
نخستین نبرد سنت آلبنز (انگلیسی: First Battle of St Albans) در ۲۲ می سال ۱۴۵۵ و در سنت آلبنز، و به فاصله ۲۲ مایل (۳۵ کیلومتر) تا لندن صورت گرفت، از این نبرد به عنوان آغازگر جنگ رزها یاد می‌شود، ریچارد، دوک یورک و متحدانش، از جمله نویل ارلز سالیسبری و واریک، ارتش سلطنتی را به رهبری ادموند بیفورت، دوک سامرست شکست دادند، پادشاه هنری ششم نیز در این نبرد اسیر یورک‌ها گردید، متعاقب آن پارلمان ریچارد یورک را به عنوان محافظ لرد منصوب کرد.